# گورستان سرای ۷ دختران
قبرستان سرای ۷ دختران مربوط به دوره ساسانیان - صدر اسلام است و در شهرستان جاسک، بخش بشاگرد، دهستان گوهران، ۱/۵ کیلومتری جنوب شرقی روستای گوهران واقع شده و این اثر در تاریخ ۲۳ بهمن ۱۳۸۵ با شمارهٔ ثبت ۱۷۳۶۸ به‌عنوان یکی از آثار ملی ایران به ثبت رسیده است.